# イーヴォ・サナデル

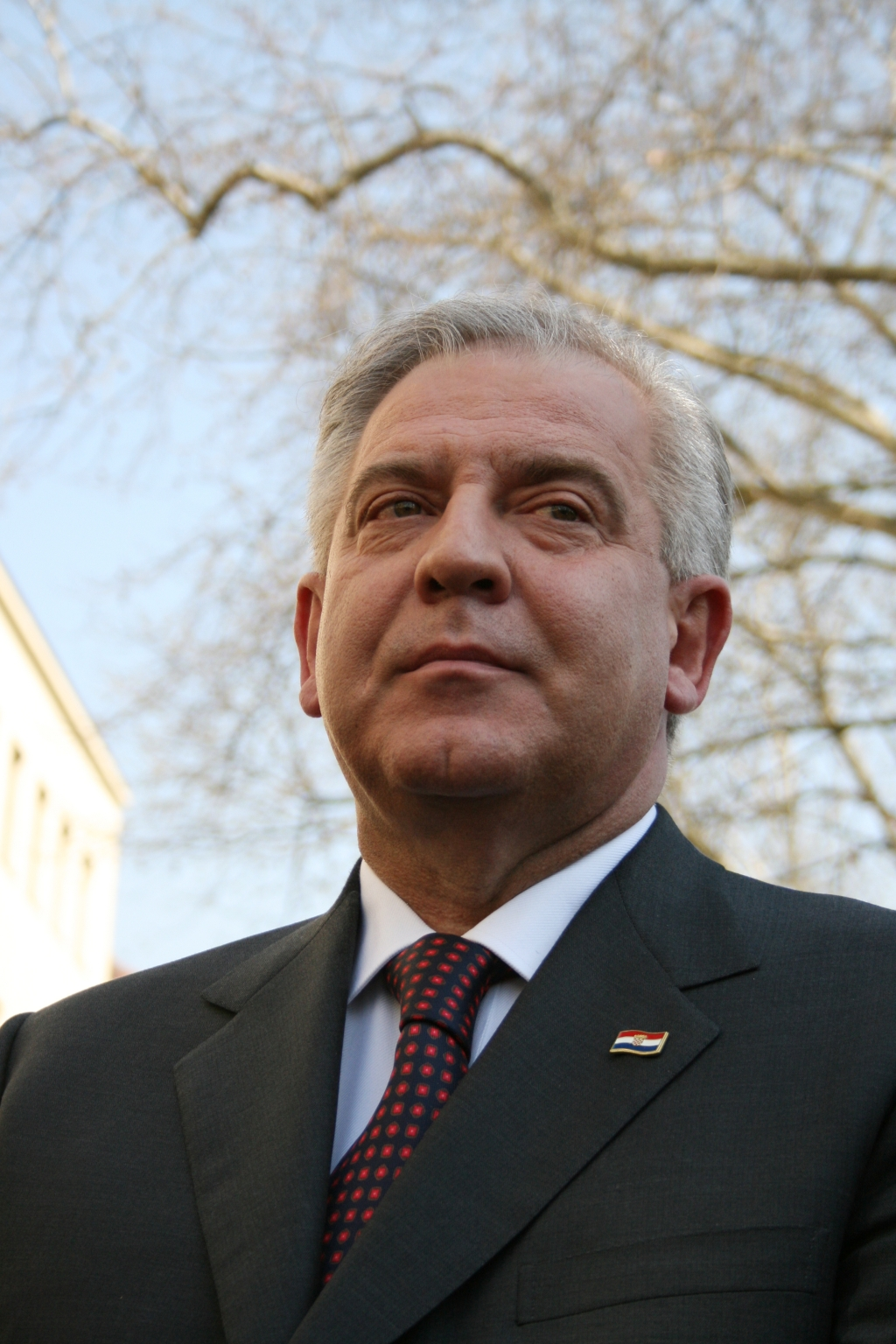

イーヴォ・サナデル（Ivo Sanader；1953年6月8日 -）は、クロアチア共和国の政治家、前首相。

## 略歴
- 1983年～1988年；スプリトの出版社「ロゴス」の編集員。
- 1987年～1990年：雑誌「モグチノスチ」の編集員。
- 1988年～1991年：オーストリア、インスブルックで会社経営。
- 1991年～1992年：スプリトのクロアチア国立劇場の総支配人。
- 1992年：クロアチア共和国議会代議員に選出。
- 1992年～1993年：科学技術相。
- 1993年～1995年：外務次官。
- 1995年～1996年：大統領府長官、国防・国家安全保障会議総書記。
- 1996年～2000年：外務次官。
- 2000年：議会外務委員会副委員長。4月、クロアチア民主同盟（HDZ）総裁。
- 2002年4月：HDZ総裁に再選出。
- 2003年：首相に就任。
- 2009年：首相職を辞し、政界を引退すると発表。

## パーソナル
スプリト出身。妻帯、2女を有する。
1982年、オーストリアのインスブルック大学において比較文学・ロマンス語の博士号を取得。英語、ドイツ語、イタリア語を流暢に話し、フランス語もできる。
クロアチア作家協会、ペンクラブ・クロアチア・センターのメンバー。趣味はゴルフ、読書、音楽鑑賞。
| 公職                        | 公職                                                | 公職                    |
| --------------------------- | --------------------------------------------------- | ----------------------- |
| 先代 イヴィツァ・ラチャン   | クロアチア首相 2003年12月23日 - 2009年7月6日        | 次代 ヤドランカ・コソル |
| 党職                        |                                                     |                         |
| 先代 ヴラディミル・シェクス | クロアチア民主同盟党首 2000年4月30日 - 2009年7月6日 | 次代 ヤドランカ・コソル |